# Нефертари
Нефертари (Нефертари Мериетмут) била је једна од Великих краљевских супруга и главна жена Рамзеса II, такође познатог као Рамзес Велики. Нефертари значи лепа пратња, а Мериетмут миљеница [богиње] Мут. Она је једна од најпознатијих краљица Египта, заједно са Клеопатром, Хатшепсут и Нефертити. Најпознатија је по својој раскошно украшеној гробници у Долини Краљица, КВ66, која је највећа и најспектакуларнија на том гробљу. Такође, Рамзес је за њу конструисао мали храм у Абу Симбелу поред свог колосалног споменика. Ипак, она није била његова једина жена, али је само она носила суперлатив најлепша од свих и титуле које је носила, попут Дама Горњег и Доњег Египта говоре о њеној огромној улози у политици и великом утицају на Египат.

## Порекло и породица
Нису забележене поуздане информације о Нефертарином пореклу, али неки египтолози сматрају да је она повезана са 18. династијом. Откриће из њеног гроба, дугме са картушем фараона Аја из 18. династије, навело је људе да спекулишу о томе да ли је она и на који начин повезана са њим. Међутим, време између владавине фараона Аја и владавине фараона Рамзеса II, говори да је она могла Ајu да буде само праунука. Постоје претпоставке да је она кћи Сетија I и тиме полусестра Рамзеса II, као и да је Ахмосова праунука, а по некима - ћерка је од Матноџмет, полусестре велике краљице Нефертити. Било како било, поуздано се зна да је била супруга можда најмоћнијег фараона икада, Рамзеса II. Њено име није споменуто када се обележавала тридесетогодишњица фараонове владавине, 1249. п. н. е. те се због тога сматра да је умрла раније - 1255. п. н. е. а наследила је краљица Исетнофрет. 
Нефертари и Рамзес II имали су најмање четири сина и две ћерке. Амон-хер-кхепесхеф, најстарији принц и потенцијални наследник трона, као и командант трупи и Парехервеменеф су вероватно служили у Рамесовој војсци. Принц Мериатум имао је позицију Високог свештеника бога Ра у Хелиополису. Принц Мерире је четврти син, који је споменут на фасади малог споменика у Абу Симбелу и претпоставља се да је он био још један Нефертарин син. Меритамон и Хенутави биле су две принцезе такође споменуте на фасади малог споменика у Абу Симбелу, па се претпоставља да су и оне биле Нефертарине ћерке.
За принцезе Бак(ет)мут, Нефертари и Небутави понекад се сугерише да су можда биле Нефертарине ћерке, такође због приказа у Абу Симбелу, 

## Владавина
Нефертари се удала за Рамзеса пре него што је постао фараон Горњег и Доњег Египта. Први пут се појављује као његова супруга у званичним сценама током прве године његове владавине. У Небвенефовом гробу, Нефертари је приказана како стоји иза свог мужа док он уздиже Небвенефа на положај Високог свештеника Амона током посете Абидосу. Приказана је и како тресе две систре пред Таварет, Тотем и Нут.
Нефертари такође присуствује важним сценама у Луксор и Карнак.

## Најлепша гробница у долини краљева
У историји Египта никада се није одала толика почаст једној жени од стране фараона као што је то био случај са Нефертари.
Ниједној се није дала изградити гробница такве лепоте и вредности. Она је ту равноправно приказана са богињама Хатор и Изидом што је била највећа част која се могла указати једној жени.
Није само ова гробница која се још звала и „Гробница лепоте“ у Абу Симбелу показатељ љубави и страсти Рамзеса II. Он је Нефертари приказао као себи равну што се види из споменика где је њена статуа у висини фараонове. То се до тада у Египту никада није догодило.
Нефертарина гробница је обновљена и отворена за посетиоце. Обнова је трајала двадесетак година и тек данас се може видети лепота краљице и схватити њен значај у Египту.